# تایجیرو موری
تایجیرو موری (انگلیسی: Taijiro Mori؛ زادهٔ ۸ دسامبر ۱۹۹۱) بازیکن فوتبال اهل ژاپن است.